# William Andre
William Andre, né le 23 août 1931 à Montclair (New Jersey) et mort le 17 octobre 2019, est un pentathlonien américain.

## Palmarès

### Jeux olympiques
- 1956 à Melbourne
  -  Médaille d'argent par équipes [2]